# Mieren
Mieren (Formicidae) zijn een familie van kolonievormende sociale insecten, die behoren tot de orde vliesvleugeligen (Hymenoptera). Mieren hebben zich kunnen aanpassen aan zeer verschillende leefomgevingen en komen wereldwijd voor. Ze zijn een van de meest dominante levensvormen op de bodem. Veel mierensoorten bouwen hun nest in de bodem of in holle bomen, andere soorten spinnen bladeren aan elkaar om een nest te maken, en weer andere leven in spleten tussen rotsen.
Een mierenkolonie bestaat uit een koningin, werksters (ook allemaal vrouwtjes) en soms jonge mannetjes en maagdelijke koninginnen. Het meest talrijk binnen de kolonie zijn de werksters, die onderling de werktaken verdelen. Er zijn onder andere verkenners, voedselverzamelaars, nest-onderhouders, kinderverzorgsters en soldaten. Wanneer het nest groot genoeg is, wordt een lichting van de opgroeiende larven opgekweekt tot mannetjes en koninginnetjes. In de lucht paren de mannetjes met de koninginnetjes, waarna de mannetjes snel sterven en de koninginnen een nieuwe nestplaats zoeken.
Mieren behoren tot de wespachtigen, ze stammen af van gravende wespensoorten waarvan de werksters hun vleugels hebben verloren. De nauwe verwantschap aan wespen is ook af te leiden uit de bouw van een mier, die sterk lijkt op die van een wesp. Alle mieren behoren tot een enkele familie, de Formicidae. Andere soorten insecten die abusievelijk voor een mier kunnen worden aangezien, behoren tot de mierwespen, ook wel fluweelmieren genoemd (familie Mutillidae). Soorten uit deze laatste groep zijn ook vleugelloos en lijken op mieren, maar worden beschouwd als wespen zonder vleugels. Mierwespen zijn over het algemeen veel behaarder dan mieren.
Het fossielenbestand van mieren gaat terug tot het Midden-Krijt. In deze periode waren er al over de hele wereld mierensoorten met een aanzienlijke diversiteit, wat duidt op een eerdere oorsprong. Mieren kenden een snelle diversificatie (toename van aantal mierensoorten) tijdens de opkomst van de bloemplanten. Er zijn meer dan 13.800 soorten beschreven en geclassificeerd. Ze zijn gemakkelijk te herkennen aan hun elleboogvormige antennen en de kenmerkende knoopachtige structuur van hun slanke tailles.
In verschillende culturen spelen mieren een rol in voedselbereiding, geneeskunde en rituelen. Sommige soorten worden ingezet als biologisch bestrijdingsmiddel. Door hun uitstekende samenwerking kunnen mieren ook nadelig zijn voor de mens, doordat ze bijvoorbeeld gewassen beschadigen en gebouwen binnendringen. Mieren worden soms als huisdieren gehouden, in een zogenaamd formicarium.

## Variatie
Er zijn ongeveer 12.000 soorten beschreven. Bij mieren bestaat een grote variatie waar het gaat om de volgende eigenschappen:
- De grootte van de kolonie. Deze kan soms uit enkele, soms uit miljoenen mieren bestaan. Een kolonie trekmieren kan uit meer dan 15 miljoen dieren bestaan.[3]
- Het aantal koninginnen aan het hoofd van de kolonie. Dit kan variëren van één tot enkele honderden.
- Een aantal mierensoorten vormt superkolonies, die bestaan uit een groot aantal nesten verspreid over een groot gebied. Wanneer zij zich weten te vestigen buiten hun natuurlijke habitat gedragen zij zich al snel als invasieve soort. Deze plaagmieren vormen dan een bedreiging van het ecosysteem doordat zij andere soorten verdringen.
- De complexiteit van de mierenmaatschappij. Bij sommige mierensoorten bestaat er een heel specifieke verdeling van taken, en bijbehorende lichaamskenmerken.
- De woonomgeving van de kolonie. Sommige soorten leven ondergronds, terwijl andere alleen in de toppen van bomen voorkomen.

## Kenmerken
De meeste soorten mieren zijn zwart of bruin, maar ook gele, rode, groene, zilvergrijze en goudkleurige soorten komen voor. Mieren hebben, net als de meeste andere insecten, voelsprieten op hun kop, die hun voornaamste zintuig vormen, en waarmee ze kunnen ruiken en voelen. De meeste mierensoorten hebben tevens ogen, maar in het donkere nest zijn deze niet erg nuttig.
Zoals alle insecten hebben mieren een in drieën verdeeld lichaam en drie paar poten. Qua lichaamsbouw lijken mieren erg op wespen, alleen zijn ze vaak kleiner, hebben geen vleugels en hebben een klein vierde (en soms vijfde) lichaamsdeel tussen borststuk en achterlijf: de schub (bij schubmieren) of de knopen (bij knoopmieren). Vleugels zijn voorbehouden aan de koningin en de mannetjes, die ze gebruiken om de zogenoemde bruidsvlucht uit te voeren. In Nederland en België gebeurt dit meestal rond de maand augustus; de tijd van de vliegende mieren.
Sommige rovende geleedpotigen, zoals bepaalde soorten wantsen maar ook spinnen, lijken sprekend op mieren, om zo onopgemerkt op mieren te kunnen jagen. Deze jachtstrategie noemt men in de biologie 'agressieve mimicry'.

## De mierenmaatschappij

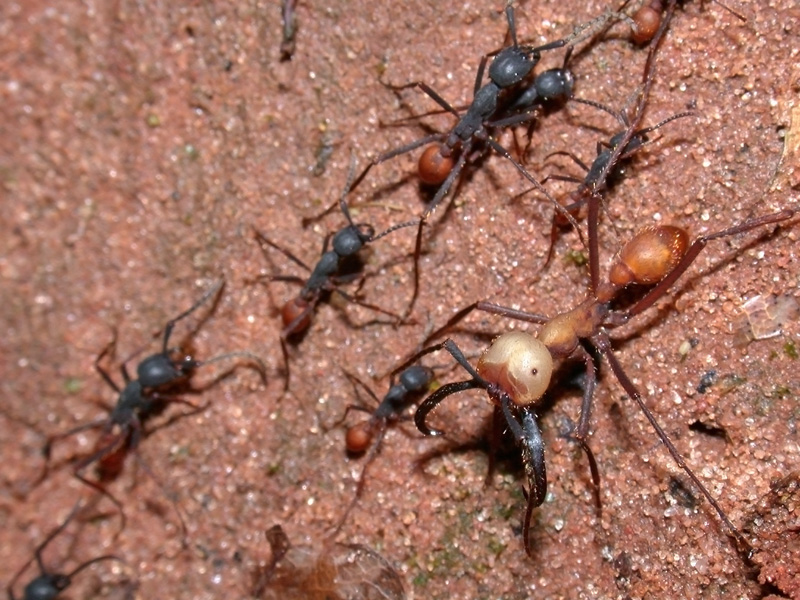
Werksters en een soldaat van de trekmier (Eciton burchellii)

Binnen een mierenkolonie worden de volgende groepen onderscheiden:
- de koningin, waarvan er bij een aantal soorten meerdere per kolonie van voorkomen;
- de mannetjes, die enkel en alleen dienen voor de voortplanting en daarna spoedig sterven;
- de werksters, die daarnaast vaak nog verschillende functies hebben in de mierenmaatschappij:
  - soldaten: Dit zijn de gravers van de kolonie. Er wordt vaak gedacht dat deze groep het nest verdedigt of aanvallen pleegt, maar dit is een misverstand. Het misverstand komt waarschijnlijk door de grotere kaken, maar die zijn er om goed mee te kunnen graven. Ze zijn voor de kolonie veel te kostbaar om als "soldaat" gebruikt te worden, de larven van deze groep hebben namelijk extra veel voedsel nodig. Niet alle soorten hebben soldaten, Lasius-soorten bijvoorbeeld niet;
  - verkenners die foerageren om voedsel te vinden: dit zijn meestal de al wat oudere werksters die spoedig van ouderdom zullen sterven en waarvan het dus een kleiner verlies voor de kolonie is als ze tijdens hun werk worden opgegeten/aangevallen;
  - verzorgers van de larven (dit zijn bijna altijd de jongste volwassen mieren; de oorzaak is niet bekend);
  - luizenkwekers die luizen als een soort 'koeien' houden (bijvoorbeeld bij de gele weidemier);
  - opslagvaten (honingpotmieren);
  - slavenhalers en -houders;
  - voedselmakers.

In principe zijn alle werksters steriele dochters van de koningin, en vanuit evolutionair standpunt bezien dient het overleven van een specifieke populatie (=kolonie) mieren dan ook slechts één belang: instandhouding van hun koningin, die in haar eentje de draagster is van de specifieke genenpoel van de kolonie. De aanvankelijk gevleugelde koningin verliest na de bruidsvlucht haar vleugels en begint een nieuwe kolonie met vleugelloze werksters.
Sommige werksters leggen eieren die door andere werksters worden opgegeten. Als deze voor interne consumptie bestemde eieren onverhoopt toch uitkomen, wat zelden, en slechts bij enkele mierensoorten voorkomt, dan komen er mannetjes uit.
De lichaamsbouw van een werkster is vaak aangepast aan haar specifieke taken. Aan deze morfologische specialisatie ligt geen genetische variatie ten grondslag: hun op specifieke taken berekende lichaamsbouw wordt meestal bepaald door het soort voedsel dat ze als larve krijgen. Morfologische specialisatie van werksters komt bij mierensoorten in Nederland en België overigens vrijwel niet voor.
Een kolonie mieren kan behalve als een verzameling individuen ook worden beschouwd als een 'superorganisme', dat een aantal gedragingen vertoont dat niet kan worden voorspeld vanuit de gedragingen van de individuele mier. Het lijkt dan haast alsof ze op een intelligente manier worden aangestuurd. Dit wordt, naar analogie met gelijksoortig gedrag bij bijen (ook vertegenwoordigers van de vliesvleugeligen), wel 'bijenkorfintelligentie' (hive intelligence) genoemd.

## Communicatie en gedrag
Communicatie bij mieren verloopt hoofdzakelijk door middel van feromonen. Deze vorm van communicatie is bij mieren mogelijk nog meer ontwikkeld dan bij andere sociale vliesvleugeligen, zoals bijen of wespen. Net als andere insecten kunnen mieren met hun voelsprieten 'ruiken'. Deze voelsprieten zijn erg beweeglijk, met een duidelijk ellebooggewricht na het eerste segment (de scapus). Doordat een mier twee voelsprieten heeft, voorzien ze de mier van informatie over zowel intensiteit van de voedselbron als de richting waarin deze zich bevindt.
Mieren gebruiken bijvoorbeeld het bouquet (geurpalet) van koolwaterstoffen, die als een soort waslaag op hun huid zitten, om te kunnen herkennen tot welke kolonie ze behoren. Als een individu het nest binnenkomt met de verkeerde samenstelling van deze koolwaterstoffen, dan zal betreffende mier (hardhandig) verwijderd worden. Om alle nestgenoten hetzelfde te laten ruiken, worden de geurstoffen vermengd met voedsel dat de mieren onderling delen. Dit noemt men ook wel trophallaxis. Mieren vallen aan, en verdedigen zichzelf en hun nest, door te steken met een gifangel, of door te bijten en vervolgens mierenzuur in het bijtwondje te spuiten. In Maleisië komen mieren voor die, als ze worden aangevallen, exploderen door hun maagmembraan te laten springen, waarbij de aanvaller soms ook te gronde gaat.
Veel mierensoorten gebruiken feromonensporen om de weg terug naar huis te vinden. Zo kan een voedselverzamelaar, die voedsel vindt, een spoor op de grond achterlaten, en op die manier aan andere voedselverzamelaars kenbaar maken waar dit voedsel gevonden kan worden, waarna deze vervolgens het feromonenspoor terug kunnen gaan volgen. Deze 'spoorvolgers' versterken op hun beurt het feromonenspoor verder, zodat nog meer mieren het zullen volgen, totdat de voedselbron is uitgeput. Het feromonenspoor wordt dan niet verder versterkt en vervaagt langzaam. Behalve dit spoor, gebruiken mieren verschillende soorten informatie om hun weg terug naar het nest te vinden. Zo tellen ze bijvoorbeeld het aantal stappen dat ze hebben genomen sinds hun vertrek, hebben ze een ingebouwd kompas en slaan ze herkenningspunten op in hun geheugen. Indien een mier door een mens op een andere plaats wordt neergezet, is het voor de mier moeilijker om het nest weer terug te vinden.
Andere feromonen zijn bijvoorbeeld het alarmferomoon, dat iedere individuele mier kan afgeven, en dat nabije nestgenoten tot een furieuze aanval aanzet. Sommige parasitaire mieren gebruiken zogenaamde propagandaferomonen om hun gastheren in verwarring te brengen terwijl ze binnendringen. Mieren kunnen ook detecteren tot welke takengroep een andere mier uit dezelfde kolonie behoort (bijvoorbeeld verkenner of kinderverzorgster), aan de hand van de laag van koolwaterstoffen op hun huid. De koningin heeft vaak een specifiek bouquet van geurstoffen, waarvan men aanneemt dat de werksters haar hieraan als zodanig herkennen. Bij gebrek aan een koningin worden de resterende eieren opgekweekt tot nieuwe koninginnen, en gaan de werksters zelf eieren leggen waar mannetjes uitkomen.

## Levenswijze

Een mier 'melkt' een bladluis. Zo stimuleren ze de bladluizen met hun sprieten om honingdauw af te geven.

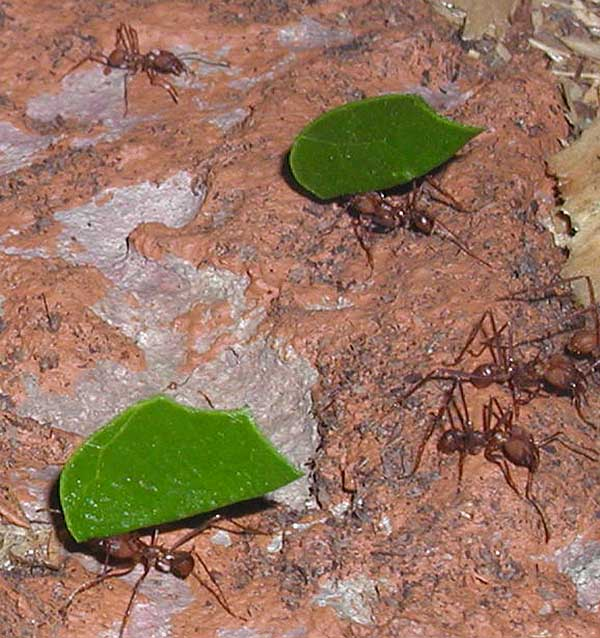
Parasolmieren

Veel soorten mieren verzamelen niet alleen voedsel, maar kweken het ook zelf. Men zou zelfs kunnen zeggen dat een aantal soorten aan een soort landbouw en zelfs veeteelt doet. Zo zuigt de (zwarte) wegmier (Lasius niger) graag de zoete afscheiding (honingdauw) van bladluizen op, en beschermt daarom de luizen met mierenzuur tegen vijanden als lieveheersbeestjes. Andere soorten gaan nog verder en brengen de luizen naar ondergrondse kamers met plantenwortels. Hier kunnen de luizen ongestoord sappen uit de plantenwortels zuigen en tappen de mieren de honingdauw bij de luizen af. Parasolmieren, vooral bekend uit het geslacht Atta, knippen delen van bladeren af en transporteren de bladeren naar het nest. Hier wordt in speciale groeikamers een bepaalde schimmel gekweekt waarvan de mieren leven. Een kolonie telt al gauw 2 miljoen mieren, die binnen 24 uur een boom volledig kunnen ontbladeren.
Ook sommige planten halen voordeel uit een symbiose met mieren, en lokken mieren naar zich toe door een zoete afscheiding te produceren (zie ook mierenbroodje). Een grotere planteneter die door de mieren in de bek of tong wordt gebeten/gestoken laat het wel uit zijn hoofd om nogmaals van die plant te eten.

## Ecologische betekenis
De aanwezige mieren beïnvloeden de planten en andere dieren in een ecosysteem. Welke invloed mieren hebben en hoe groot die invloed is, hangt af van het soort mier en het ecosysteem waar de mieren aanwezig zijn.
Mieren eten insectenUit onderzoek is gebleken dat bosmieren per kolonie en seizoen 6,1 miljoen insecten en andere geleedpotigen buitmaken. Vogels mijden soms de bomen waarin bosmieren foerageren en mieren kunnen in de landbouw soms helpen bij het bestrijden van insecten die de bladeren, naalden of zaden van gewassen eten. Bosmieren die op een kaalslag overleven, kunnen de door kleine houtetende kevertjes veroorzaakte schade aan zaailingen verminderen. Het onderzoek hiernaar staat nog in de kinderschoenen.
Mieren verspreiden zadenMieren hebben ook een functie in het verspreiden van sommige soorten plantenzaden, die hiertoe zijn voorzien van een zogenoemd mierenbroodje.
Mieren spelen een belangrijke rol in de voedingsstoffenkringloopVia hun activiteiten als detrivoren in de strooisellaag dragen mieren bij aan een verbeterde bodemvruchtbaarheid.
Mierennesten bieden onderdak aan andere dieren, waaronder sommige rode lijst-soortenIn mierennesten kan een groot aantal soorten insecten en andere geleedpotigen leven. Sommige soorten geleedpotigen leven als predator in een nest, ze eten de miereneieren of -larven; of ze troggelen de mieren het voedsel af dat bestemd is voor de larven, een vorm van sociaal parasitisme. Er zijn zelfs mierensoorten die hun kolonie in de nesten van andere mierensoorten bouwen. Daarnaast leven veel soorten mijten, springstaarten en andere 'typische' bodemdieren als commensaal in mierennesten, en zijn de mieren waarschijnlijk niet tot last. Ze zijn voor hun voedsel niet direct afhankelijk van mieren, maar leven van het organisch nestmateriaal en van de schimmels en bacteriën (reducenten) die in het nestmateriaal groeien. Het is opvallend dat er in mierenhopen andere soorten bodemdieren voorkomen dan in de 'gewone' bodem. De bodemdieren in de mierenhopen van rode bosmieren bestaan vooral uit soorten die afhankelijk zijn van bacteriën, terwijl de soorten in de bosbodem vooral van schimmels leven. Hier zijn verschillende oorzaken voor. Zo is de mierenhoop van bosmieren meestal droog en warm, terwijl de bosbodem natter is en de temperatuur ervan meer fluctueert. Daaraan kan de ene soort zich beter aanpassen dan de andere. Ook de aanwezigheid van hars in bosmierennesten kan een rol spelen. Uit onderzoek is gebleken dat springstaarten in aantal afnemen als hars aan bodemmateriaal wordt toegevoegd, terwijl mijten minder last hebben van hars.

## Evolutie en ontwikkeling
Recente fossiele vondsten en onderzoek op het gebied van DNA hebben meer duidelijkheid verschaft over de evolutie van de mieren en de relaties tussen de verschillende families.
Rond het midden-krijt (circa 100 miljoen jaar geleden) breidde de mier zich sterk uit in bosachtige omgevingen, hetgeen samenviel met de opkomst van de  bloeiende planten. In het paleoceen (66 tot 56 miljoen jaar geleden) bereikte deze diergroep dominantie in deze ecologische niche (die van het bos), in samenhang met de inmiddels alomtegenwoordige bloeiende planten. Daarna werden, naast het bos, ook andere leefgebieden door mierensoorten gekoloniseerd, en ontstonden er nieuwe mierensoorten, met onderling een grote diversiteit in leefgewoonten.

## Bestrijding

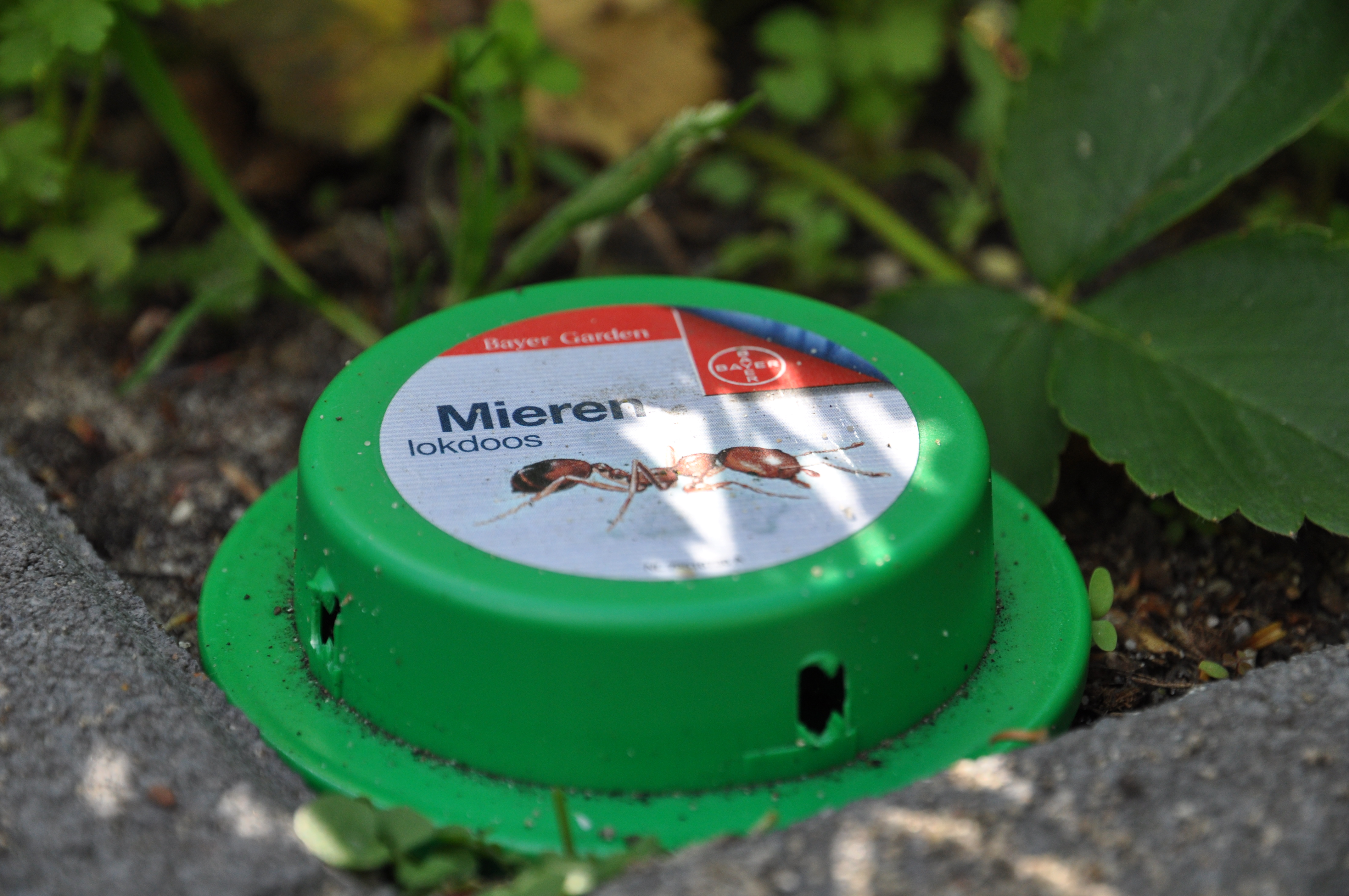
Mierenlokdoos

Ongewenste aanwezigheid van mieren kan met natuurlijke middelen of met gif bestreden worden. Vrijwel alle mierenbestrijdingsmiddelen die vrij voor particulieren te koop zijn behoren tot de groep der neonicotinoïden en zijn zeer schadelijk voor het milieu. Neonicotinoïde is een zogenaamd systemische gif dat niet alleen dodelijk is voor mieren, maar ook voor alle insecten die er direct of indirect mee in aanraking komen, waaronder bijen en hommels.
Als milieuvriendelijk alternatief kunnen middelen gebruikt worden die de genoemde stoffen niet bevatten. Bestrijdingsmiddelen met Spinosad, een biologisch geproduceerde actieve stof, worden in het milieu snel afgebroken onder invloed van zonlicht en/of door het bodemleven.
Ook kan er overgegaan worden tot natuurlijke bestrijding, zoals het planten van goudsbloemen of afrikaantjes in de buurt van het nest, of het strooien van sterk geurende stoffen zoals koffie, peper of knoflook. De mieren zullen dan niet doodgaan, maar wel verhuizen. Een minder diervriendelijk alternatief is een mengsel van gist of bakpoeder met water en bijvoorbeeld stroop of jam. De mieren komen op de zoetigheid af, maar krijgen bij het nuttigen ervan ook de gist binnen. De gist zet in hun maag uit, waardoor deze scheurt. Droge gist of bakpoeder met poedersuiker wordt door de mieren meegenomen naar het nest. Hierdoor zullen ook daar mieren sterven als gevolg van het scheuren van hun maag. Een ecologische methode die geen kwaad kan voor bijen.
Neonicotinoïden breken zeer slecht af in het milieu en verspreiden zich van mierennest naar de bodem en via het grondwater naar planten en bloemen waar andere insecten van eten. Ook voor dieren die vergiftigde insecten eten (vogels, amfibieën, egels, etc.) is het giftig. Het gaat doorgaans om een of meerdere van de volgende neonicotinoïden:
- Imidacloprid
- Thiamethoxan
- Clothianidine
- Thiacloprid
- Acetamiprid
- Dinotefuran
- Nitenpyram

## Fotogalerij

In Nederland en België
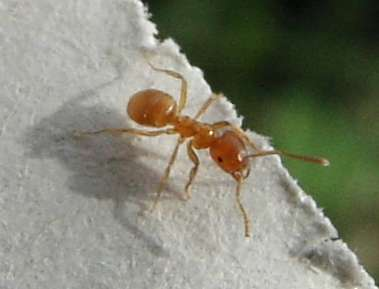
Gele weidemier (Lasius flavus)
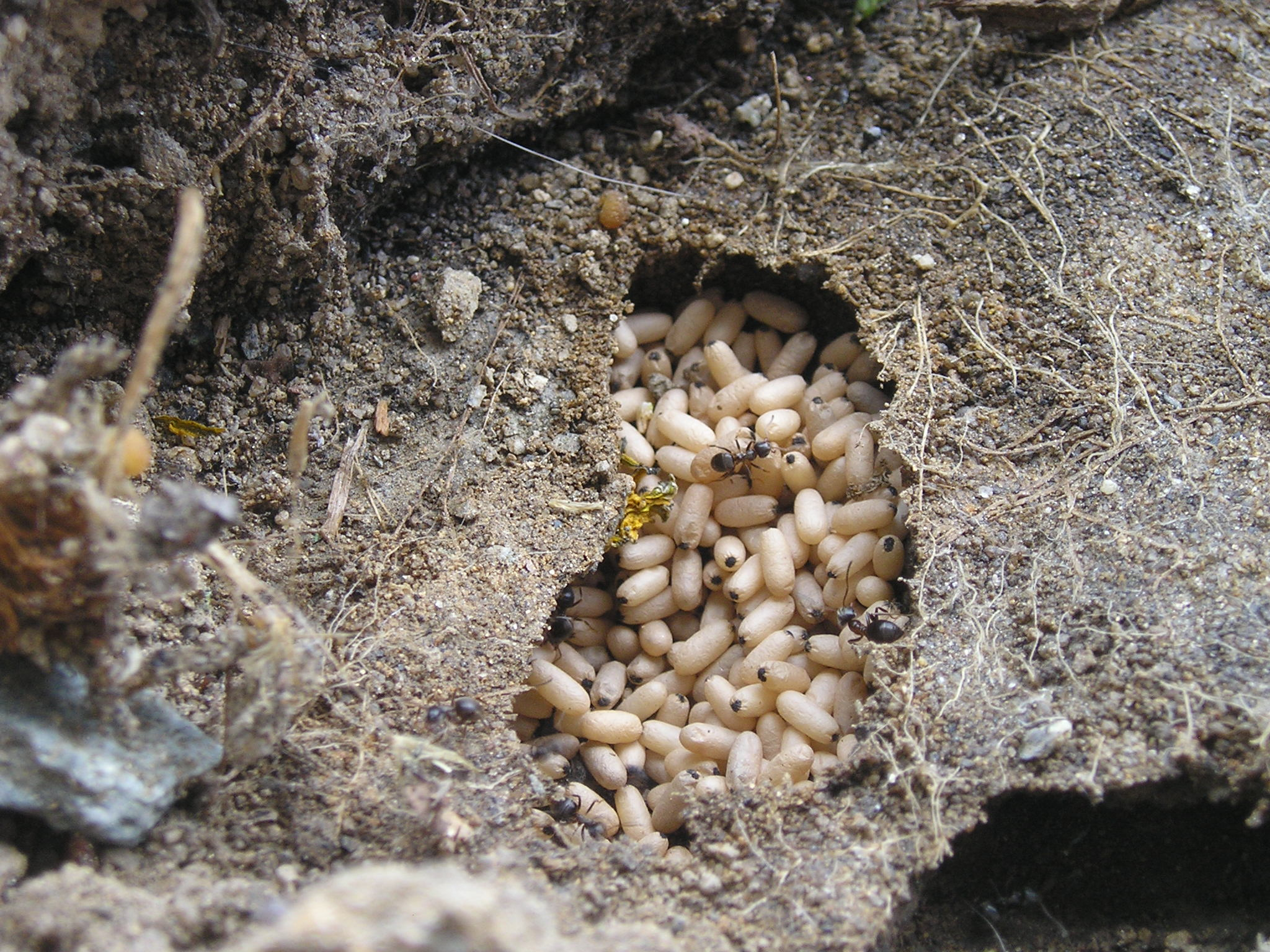
Zwarte wegmier (Lasius niger)
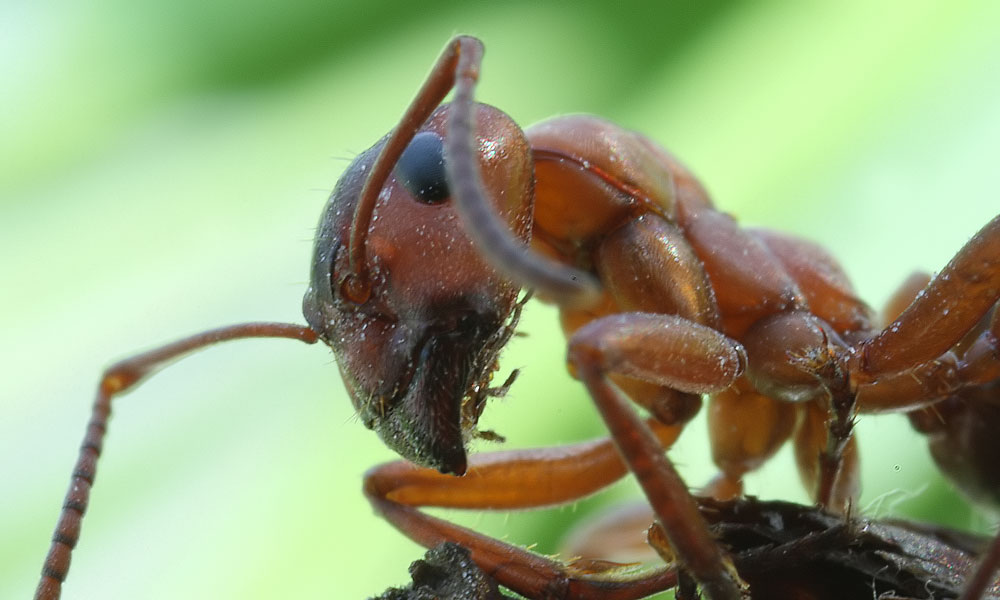
Behaarde rode bosmier (Formica rufa)
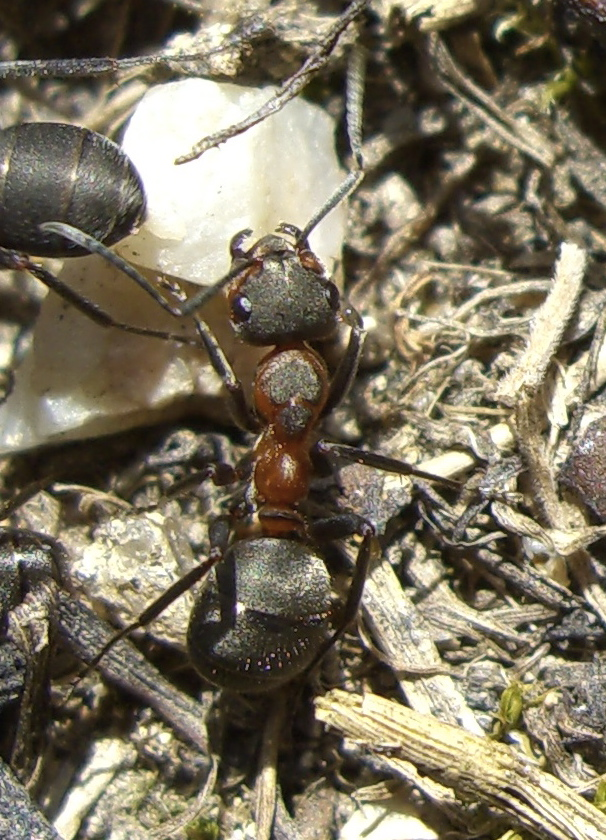
Zwartrugbosmier (Formica pratensis)
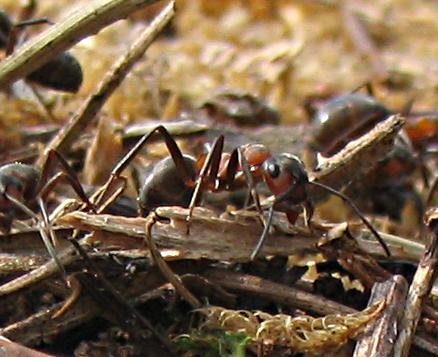
Kale rode bosmier (Formica polyctena)

Buiten Nederland en België
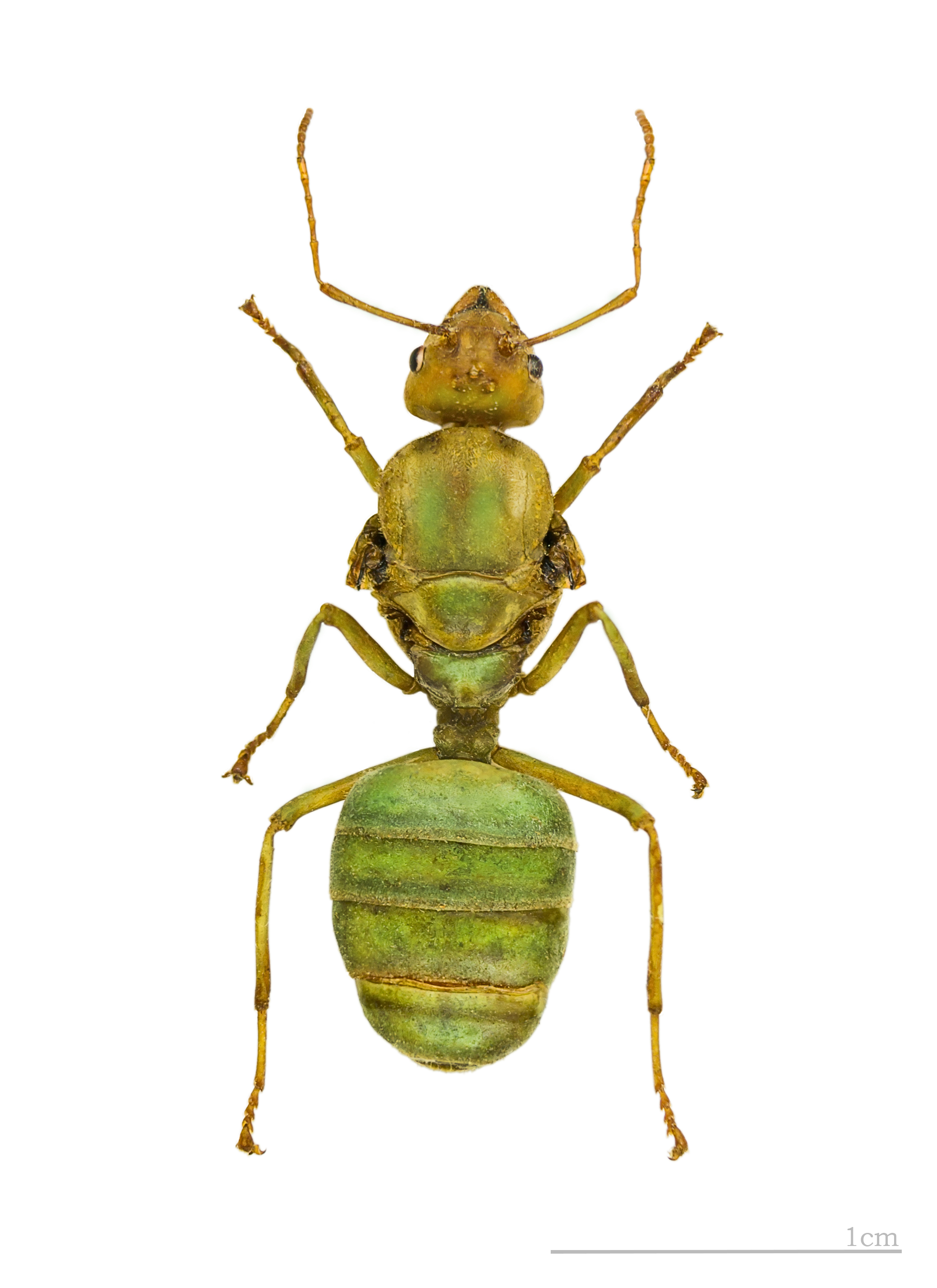
De Oecophylla smaragdina- koningin uit Australazië is overwegend groen
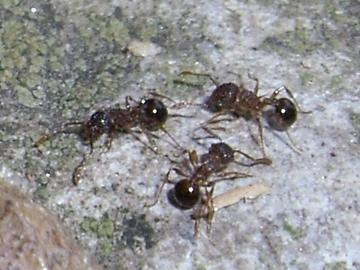
Pristomyrmex pungens uit Japan
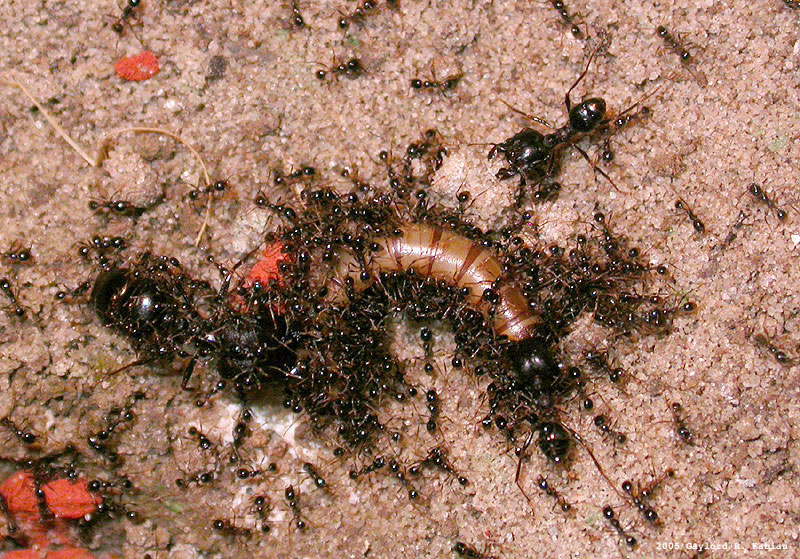
Pheidologeton diversus uit Indonesië
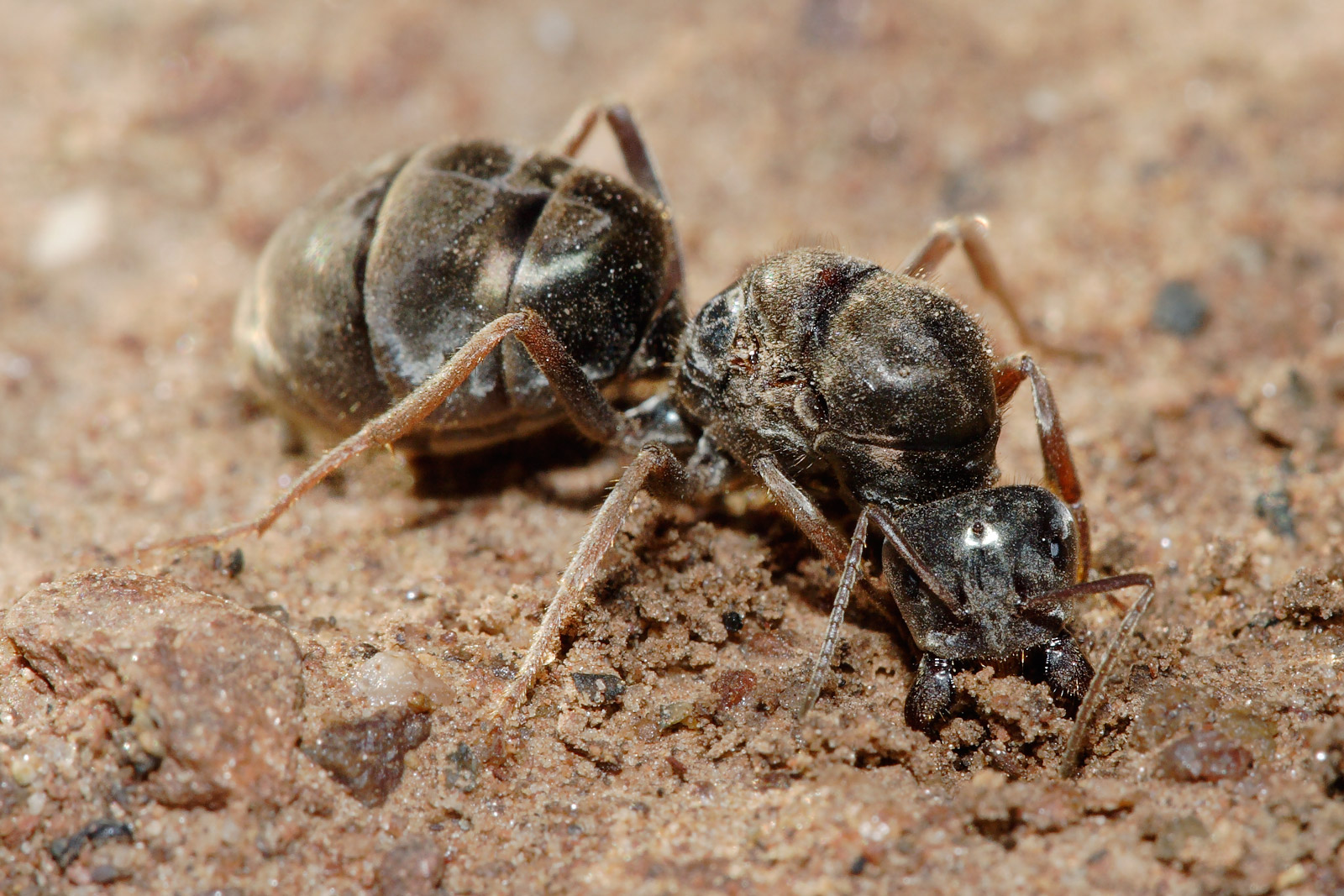
Koningin Iridomyrmex purpureus uit Australië

Voorstelling anatomie en benaming werkmier (Pachycondyla verenae)
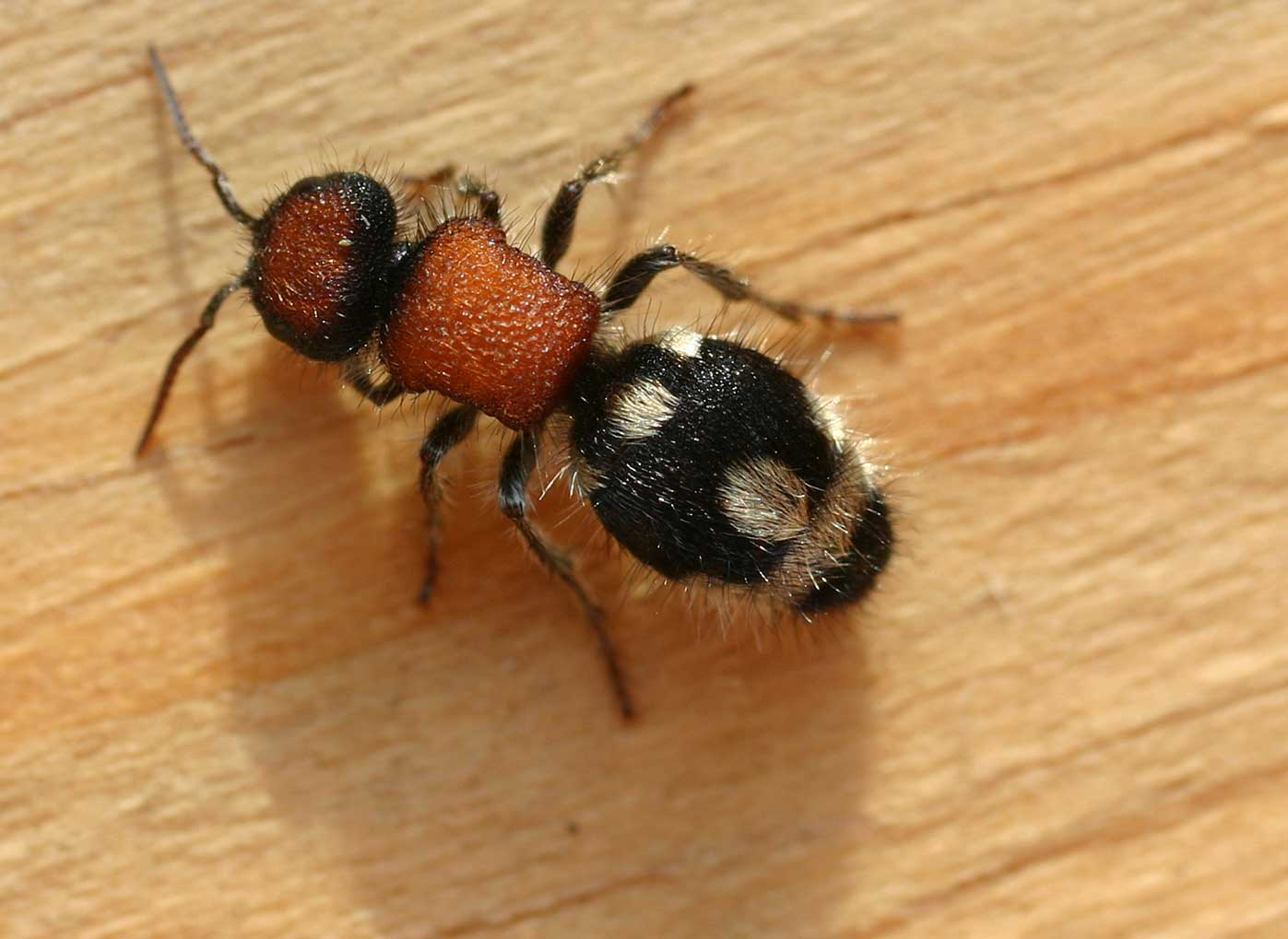
De mierwespen of fluweelmieren (hier Ronisia barbara) lijken op mieren, maar zijn vleugelloze wespen
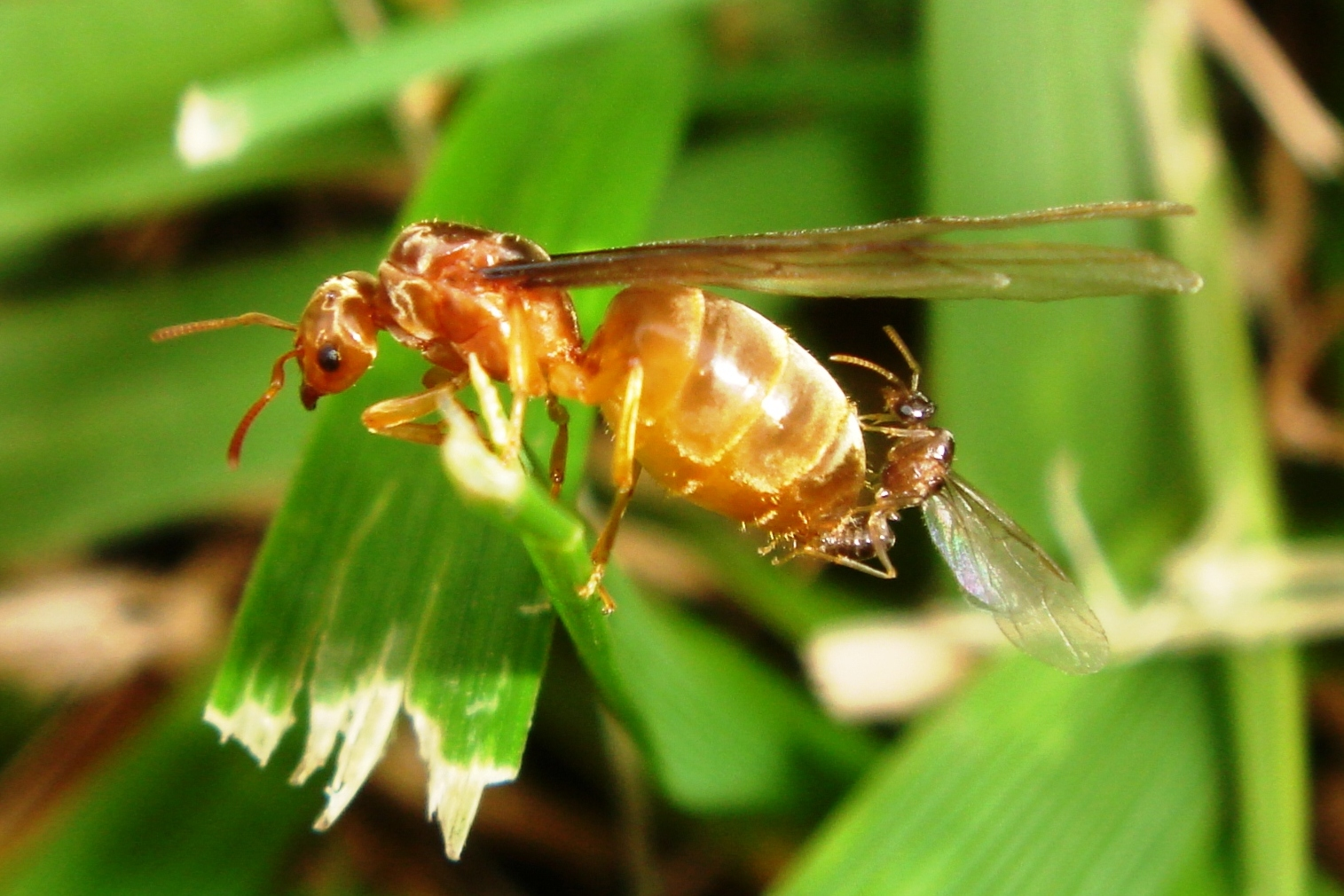
De minuscule mannetjesmier paart met zijn reusachtige koningin
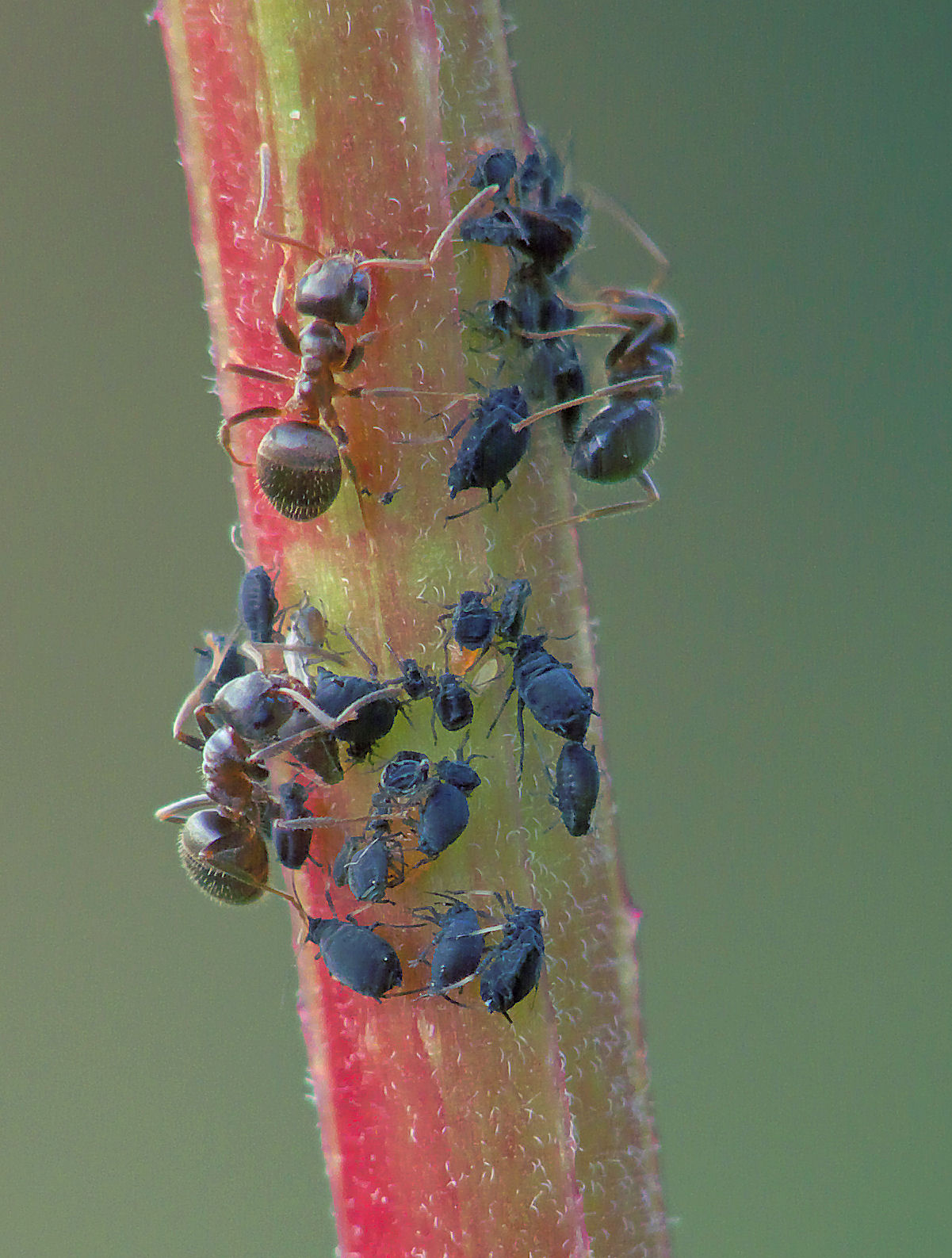
Mieren met zwarte bonenluis